# 嘉悦大学
座標: 北緯35度43分14秒 東経139度30分54秒 / 北緯35.72056度 東経139.51500度
嘉悦大学（かえつだいがく、英語: Kaetsu University）は、東京都小平市花小金井南町二丁目8番4号に本部を置く日本の私立大学。1903年創立、2001年大学設置。

## 概観

### 大学全体
日本国で初めて女子の商業教育を行った私立女子商業学校を起源とする日本女子経済短期大学（後の嘉悦女子短期大学）を母体とし、2001年4月に開学した。男女共学。

### 建学の精神（校訓・理念・学是）

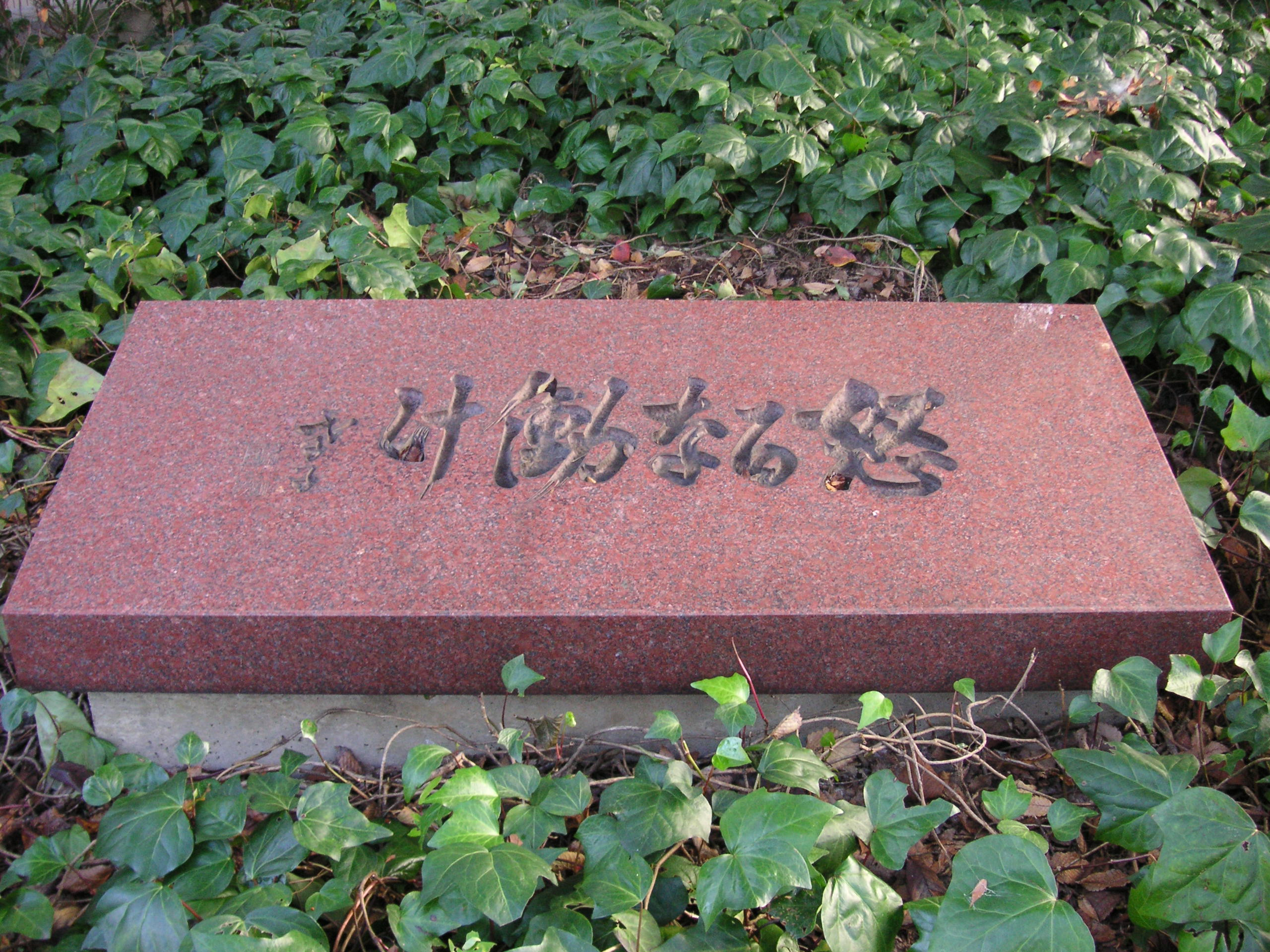
怒るな働け碑

校訓は創立者嘉悦孝が唱えた「怒るな働け」であり、嘉悦学園の設置校内には学碑が飾られている。これは己の感情に流されず、経済的に勘定をすることを積み重ねることで幸福がもたらされるとした言葉である。創立者は論語に造詣が深く、私利私欲に流されないで地道に務めることを説いた。

### 教育および研究
講義は実務教育に主眼を置いているため、企業実務の経験者・企業法務の専門家などを教員として迎えている。
就職指導としては、適職診断・エントリーシート攻略・小論文・面接対策など、理論と実践を学ぶことができる。資格取得を推奨しており、過去のカリキュラムで必修だった簿記に加え、情報系資格も推奨されている。通常の講義内容以外にも公開講座が年間二期に分けて開講されており、上位資格及びその他の資格取得をフォローしている。なお、学生は通常の半額で受講可能。
ゼミナールは1年次から履修が必須となっており、2年次からは卒業まで各研究会に所属し専門的な学習・研究を行う。
2009年度よりNPOカタリバとのコラボレーションによる、「コミュニケーション能力の開発とキャリアデザインの支援」をテーマとした初年次教育を実施。
2012年度から開設したビジネス創造学部は、社会でのビジネス経験と教室での学びを組み合わせた「実践重視」の新しいタイプの学部であり、1年生のうちから、ビジネスの現場に参加したり、一足早くインターンシップを経験したりと、社会で役立つ実践力・即戦力を身につけるための教育プログラムを特色としている。

## 沿革
創立者である嘉悦孝は「女子にこそ商業教育を」という理想を持って、日本で初めて私立の女子商業学校を、さらに日本唯一の女子高等商業学校を設立した。女性への商業教育では先駆的な存在である。旧制高等商業学校時代には所定の課程を修了すれば商業科教員免許状及び計理士資格を無試験で取得することができた。また、卒業生には日本初の女性公認会計士がいる。太平洋戦争後の1948年に公認会計士法が定められたが、計理士資格を持つものは特別公認会計士試験を受験・合格することで公認会計士資格を取得できる救済措置が制定されていた。

### 年表
- 1903年（明治36年）
  - 9月 - 私立女子商業学校設立認可
  - 10月 - 私立女子商業学校開校（神田錦町・東京商業学校（男子校）校舎借用）
- 1907年（明治40年）5月 - 私立日本女子商業学校に改称。市ヶ谷に移転
- 1919年（大正8年）8月 - 日本女子商業学校に改称
- 1921年（大正10年）4月 - 日本女子商業学校に実務科の増設認可
- 1929年（昭和4年）
  - 4月 - 財団法人日本女子高等商業学校設立許可
  - （月不明） - 日本女子高等商業学校設置
- 1932年（昭和7年）6月 - 財団法人日本女子高等商業学校を財団法人嘉悦学園に改称
- 1944年（昭和19年）3月 - 前年1943年（昭和18年）10月12日に閣議決定された「教育ニ関スル戦時非常措置方策」に基づき、日本女子高等商業学校を日本女子経済専門学校と改称
- 1947年（昭和22年）4月 - 嘉悦学園中学校設置認可
- 1948年（昭和23年）3月 - 嘉悦学園高等学校設置認可
- 1950年（昭和25年）3月 - 日本女子経済短期大学設置認可。日本女子商業学校廃止認可
- 1951年（昭和26年）
  - 2月 - 財団法人嘉悦学園を学校法人嘉悦学園に変更認可
  - 3月 - 日本女子経済専門学校廃止
- 1952年（昭和27年）
  - 3月 - 学校法人嘉悦学園と学校法人桜丘学園を合併し、学校法人日本女子学園設立認可
  - 4月 - 嘉悦学園高等学校を嘉悦女子高等学校と、嘉悦学園女子中学校を嘉悦女子中学校と改称
- 1953年（昭和28年）4月 - 嘉悦女子高等学校に定時制課程を設置
- 1959年（昭和34年）9月 - 桜丘学園を分離し、学校法人日本女子学園を学校法人嘉悦学園に変更認可
- 1961年（昭和36年）3月 - 日本経済短期大学に別科の設置認可
- 1974年（昭和49年）3月 - 日本女子経済短期大学附属たま・かえつ幼稚園設置認可
- 1979年（昭和54年）11月 - 日本女子経済短期大学附属ちば・かえつ幼稚園設置認可
- 1982年（昭和57年）4月 - キャンパスを小平市に移転、日本女子経済短期大学を嘉悦女子短期大学と改称
- 1984年（昭和59年）12月 - 嘉悦女子短期大学附属たま・かえつ幼稚園廃止認可
- 1993年（平成5年） - 嘉悦女子短期大学に経営情報学科を増設
- 1996年（平成8年）（月不明） - 英国・ケンブリッジ大学ニューホールカレッジ（現・マレー・エドワーズカレッジ）敷地内に嘉悦ケンブリッジ教育文化センターを竣工
- 2001年（平成13年）4月 - 嘉悦大学開学。嘉悦女子短期大学は嘉悦大学短期大学部に改組し、経済学科を学生募集停止
- 2004年（平成16年）3月 - 短期大学部の経済学科、別科を廃止。嘉悦大学附属ちば・かえつ幼稚園を休園
- 2005年（平成17年）
  - 3月 - 嘉悦大学附属ちば・かえつ幼稚園を廃園
  - 4月 - 経営経済学部に経営法学科を増設。短期大学部の経営情報学科をビジネスコミュニケーション学科と改称
- 2006年（平成18年）4月 - 嘉悦女子高等学校を男女共学化しかえつ有明高等学校と、嘉悦女子中学校と男女共学化しかえつ有明中学校と改称
- 2010年（平成22年）4月 - 大学院ビジネス創造研究科ビジネス創造専攻修士課程を開設
- 2012年（平成24年）4月 - ビジネス創造学部ビジネス創造学科を開設。経営経済学部経営法学科、短期大学部ビジネスコミュニケーション学科の学生募集停止。大学院ビジネス創造研究科ビジネス創造専攻博士後期課程を開設し、同修士課程を博士前期課程に改組
- 2013年（平成25年）4月 - 嘉悦大学付属地域産業文化研究所を説立
- 2014年（平成26年）6月 - 短期大学部を廃止
- 2016年（平成28年）3月 - 経営経済学部経営法学科を廃止
- 2022年（令和4年）3月 - ビジネス創造学部廃止。「経営経済学部」のみの単科大学となる。

## 基礎データ

### 所在地
- 花小金井キャンパス（東京都小平市花小金井南町2丁目8-4）

### 最寄り駅
- 花小金井駅徒歩7分

### 象徴
- 創立者嘉悦孝は雛祭りを大切にした。そういった経緯に基づき、[要出典]雛祭りに欠かせない桃の花の色が、昭和57年のCIS（Campus Identity Signature）計画の中でスクールカラーとして採用された。
- 校歌としては嘉悦学園歌が最も馴染み深い。現在は、山上道夫作詞・村井邦彦作曲の「はるか」がキャンパスソングである。
- スクールカラーはワインレッドである。
- 大学マスコットは、みみずくの“ミミー”である。

。

## 教育および研究

### 組織

#### 学部
- 経営経済学部
  - 経営経済学科

##### 廃止された学部
- ビジネス創造学部（2022年廃止）
  - ビジネス創造学科（学科内に企業との連携による以下の4つのコースがあった）
    - 観光・エアラインビジネスコース（連携企業：株式会社ANA総合研究所）
    - フードビジネスコース（連携企業：株式会社プロントコーポレーション）
    - ブランドビジネスコース（連携企業：花王カスタマーマーケティング株式会社、株式会社生産者直売のれん会）
    - ITビジネスコース（連携企業：西武信用金庫、富士通株式会社）

#### 大学院
- ビジネス創造研究科
  - ビジネス創造専攻（博士前期課程・博士後期課程）

## 学生生活
嘉悦大学では「アドバイザ制」を導入しており、担当教員が学生生活全般の相談を受け付ける。入学後、学生には担当アドバイザが決められる。2年次以降は研究会担当教員が担当アドバイザとなる。
各教員は「オフィスアワー」という制度により、各教員ごとに一週間のうちに決められた時間で学生の質問を受け付けられるよう研究室で待機することが義務付けられている。なお、この制度はどこの大学にでもあるようなごく一般的な制度である。

### 七夕イベント
大学の恒例行事としては、学生有志によって行われる七夕祭りがある。これは大学内の「ホワイエ」と呼ばれる場所に本物の竹を飾りつけて短冊を掛けるものであり、同時開催される七夕イベントでは毎年趣向を凝らした演出が行われている。

### 学園祭
嘉悦大学の学園祭は開学初年度の2001年から「飛翔祭」としてスタートし、原則毎年10月下旬から11月上旬の間に開催される。
嘉悦女子短期大学時代は「花小金井祭」という名称で、学園祭が開催されていた。
飛翔祭開催サブテーマ
- 第1回（2001年） サブテーマなし
- 第2回（2002年） 夢限 get your dream☆彡
- 第3回（2003年） Frontier～100年の軌跡から飛躍へ
- 第4回（2004年） ハッスル×3～輝く未来を目指して～
- 第5回（2005年） JOY-喜びの種-
- 第6回（2006年） Fun Festa ～so excited!!
- 第7回（2007年） Fly to the future ～みんなの幸せを願って～
- 第8回（2008年） 豪嘉絢爛
- 第9回（2009年） 嘉族主義
- 第10回（2010年） 怒るな働け
- 第11回（2011年） 嘉悦らしく行こう！
- 第12回（2012年） ～新しい出発から未来へ～

### スポーツ
女子バレーボール部
関東大学バレーボール連盟1部に所属しており、数々の大会で優勝している。所属選手からはユニバーシアード日本代表やVリーグ所属選手を多数輩出している。
- 全日本バレーボール大学男女選手権大会（秩父宮妃賜杯全日本バレーボール大学女子選手権大会、通称：全日本インカレ）優勝（1992年、2000年、2001年、2004年、2007年、2012年）
- 東西インカレバレーボール女子選抜優勝大会 優勝（2007年、2008年、2010年、2011年）
- 全国私立短期大学体育大会（短期大学時代）21年連続優勝
- 監督 
2013年～ ヨーコ・ゼッターランド
2017年4月～ 本田憲幸
2019年4月～ 高橋昌美
2023年4月～ 濱口純一[4]

軟式野球部
首都大学軟式野球連盟に加盟している。

## 大学関係者と組織

### 大学関係者組織
- 嘉悦大学の同窓会は「嘉悦大学光風会」と称する。“光”は「人間愛」、“風”は「行動」を表し、1932年に創立者嘉悦孝と学生によって命名された。現在[いつ?]の会員数は約25,700名である。

### 大学関係者一覧
- 嘉悦大学の人物一覧

## 施設

### キャンパス
- 花小金井キャンパス
  - 前身の嘉悦女子短期大学が、1982年に千代田区九段南より移転してから使用している校地である。

### 学生食堂
- 嘉悦大学には学生食堂が2つあり、第一食堂が「さくら」、第二食堂が「はるか」という名称である。「はるか」は嘉悦学園創立100周年募金による記念事業として、2006年4月に竣工・オープンした。

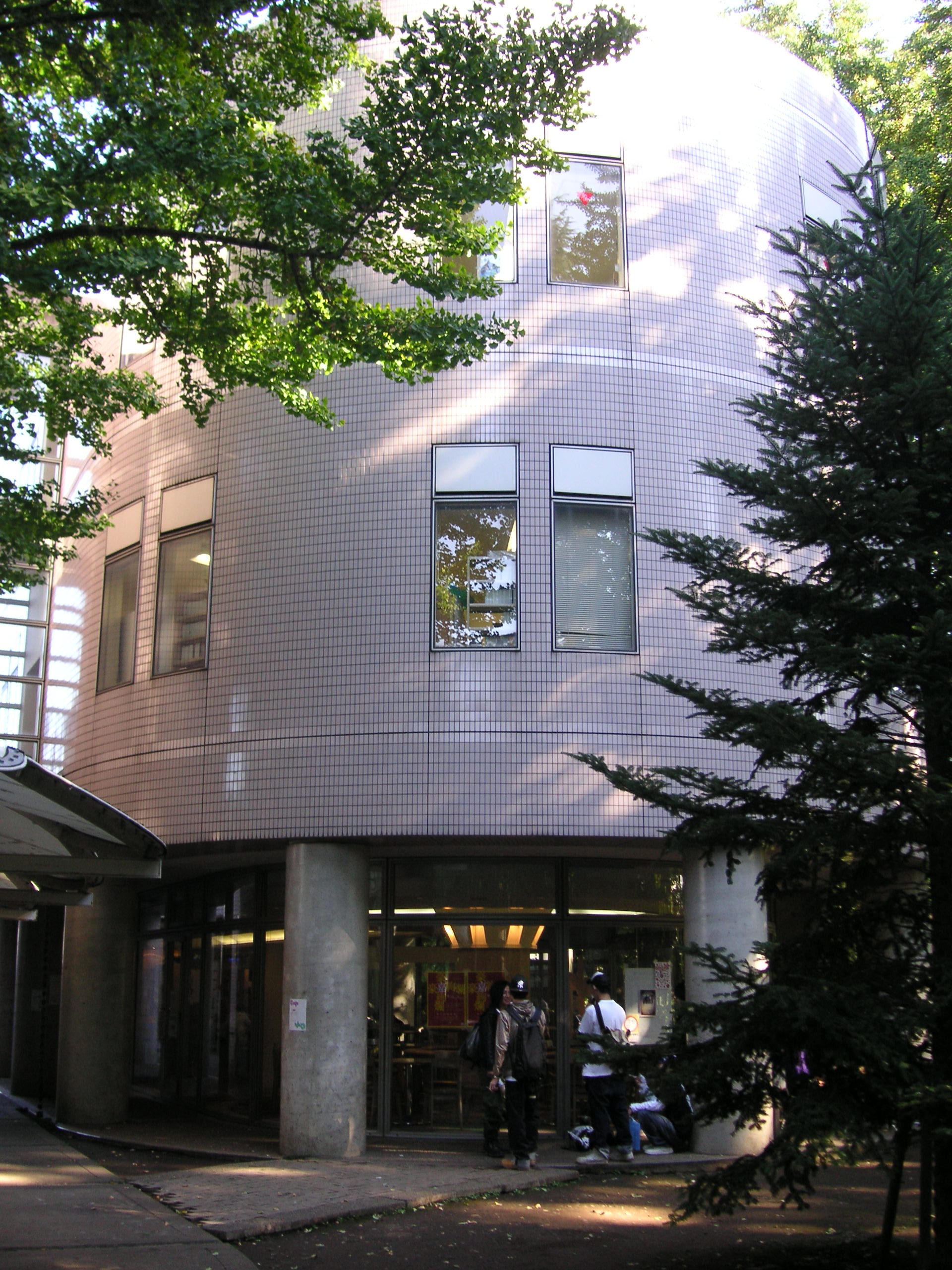
第一食堂さくら

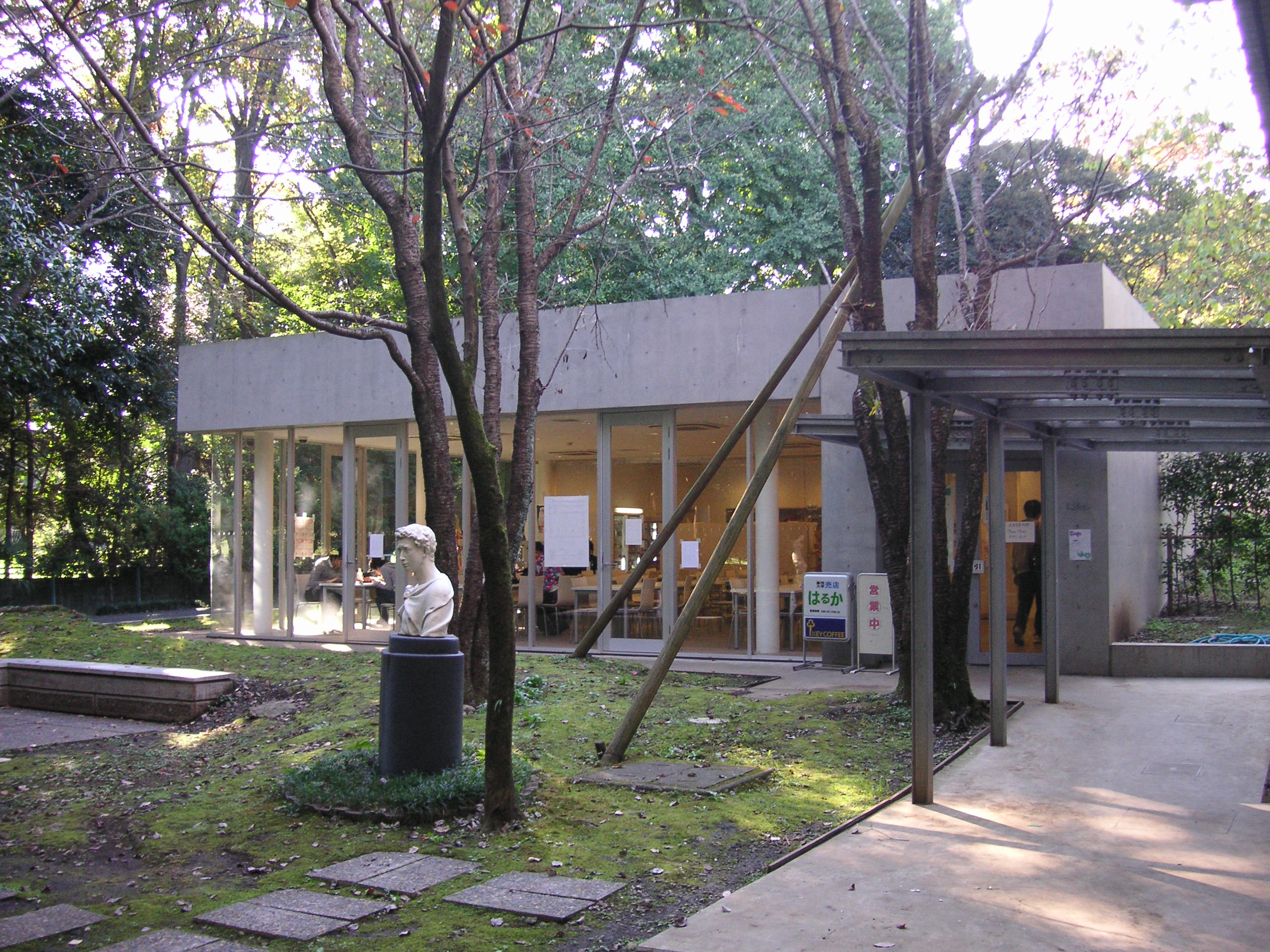
第二食堂はるか

### 講堂
- 嘉悦大学のホールは「カエツホール」という名称であり、大人数の講義科目や就職ガイダンスなどのイベント時に使用される。

### C棟ラウンジ
- 24時間キャンパスの拠点でもあるC棟ラウンジは、慶應義塾大学SFC研究所と嘉悦大学の共同研究「C2R プロジェクト（C棟2階ラウンジ改装プロジェクト）」として2007年に改修工事が終了し、学生の学習及び寛ぎの場として活用されている。

### KALC
- KALC（Kaetsu Active Learning Classroom）は2008年9月から利用を開始したアクティブラーニング型の教室である。現在、2タイプ計8教室が整備されている。

## 対外関係

### 他大学との協定
嘉悦大学では、以下の大学と学術交流協定を締結している。
- 放送大学学園と単位互換協定を結んでおり、放送大学で取得した単位を卒業に要する単位として認定することができる[5]

 アメリカ
- 南ミシシッピ大学
- 北コロラド大学

 中国
- 武漢大学
- 大連民族学院
- 上海社会科学院経済研究所

 タイ
- 泰日工業大学

#### 大学コンソーシアム
- 学術・文化・産業ネットワーク多摩（賛助会員）
- 三鷹ネットワーク大学（賛助会員）

### 海外提携校
- 武漢大学（中華人民共和国）
- 南ミシシッピ大学（アメリカ合衆国）

これらの大学には1年間の留学が可能であり、留学中の期間においても単位が認められる。

### 海外研修
- イギリス英語研修では、嘉悦ケンブリッジ教育文化センターにて、約1週間の英語研修を行なう。
- 武漢中国語研修では、武漢大学の留学生教育学院にて、2週間の中国語研修を行なう。

### 系列校
- かえつ有明中・高等学校

## 参考
- 「改革の現場 ミドルのリーダーシップ⑨ 大きな構想で小さく着手 嘉悦大学」 平成23年11月 第2461号（11月9日） 『教育学術新聞』 「教育学術オンライン」 （日本私立大学協会ホームページ内） （2019年2月4日確認）

## 公式サイト
- 嘉悦大学